# Marina Petrovna de Russie
Marina Petrovna de Russie, née le 11 mars 1872 à Nice et décédée le 15 mai 1981 à Six-Fours-les-Plages, est une princesse de Russie et membre de la Maison de Holstein-Gottorp-Romanov.

## Famille
Marina Petrovna est la fille du grand-duc Pierre Nikolaïevitch de Russie et de la princesse Militza de Monténégro, et est l'arrière-petite-fille du tsar Nicolas Ier de Russie et la petite-fille du roi Nicolas Ier de Monténégro.
Le 4 février 1912 à Antibes, Marina Petrovna de Russie épouse le prince Alexandre Galitzine (1885-1973), fils du prince Nikolaï Dimitrievitch Galitzine, dernier Président du Conseil des ministres de la Russie impériale, et d'Evguenia Andreïevna Grunberg.

## Biographie
La princesse, née à Nice, grandit principalement à Znamenka, le palais d'été de son père près de Peterhof. C'est une artiste douée, faisant preuve de talent pour le dessin et la peinture. Elle étudie la peinture d'abord avec un professeur du lycée de Yalta, puis à Saint-Pétersbourg auprès du professeur Kordovsky . La grande-duchesse Marie de Mecklembourg-Schwerin suggère la princesse Marina Petrovna comme épouse potentielle du duc de Montpensier, fils du comte de Paris . Elle épouse le prince Alexandre Nikolaïevitch Galitzine le 4 février 1912 à Antibes. 
Au cours de la Première Guerre mondiale, Marina Petrovna de Russie s'engage comme infirmière dans l'Armée Blanche stationnée à Trébizonde .
En 1919, elle choisit de  fuir la Russie avec une infime partie de sa famille à bord du navire britannique le HMS Marlborough 
Le père de son mari, le prince Nikolaï Galitzine Galitzine, qui mène en URSS une vie modeste  depuis la Révolution Bolchevique et  est devenu cordonnier et jardinier, sera néanmoins arrêté et exécuté en 1925. 
De son union avec Alexandre Galitzine naîtra la princesse Anna le 28 mars 1925 à Moscou, la princesse Marina y étant de passage pour récupérer quelques biens de la famille Galitzine et la confiera après sa naissance au couvent des Saintes-Marthe-et-Marie puis chez sa gouvernante réfugiée à Odessa. Sa fille, la princesse Anna, parvient à rejoindre Paris en 1937 avec l'appui de la diplomatie vaticane. Elle mènera une vie discrète menant des œuvres de charité et décédera le 24 mars 2016 à Orléans. 
La princesse Marina s'engage dans des activités littéraires, caritatives et mondaines.
Elle publie à Paris, en 1926, un ouvrage intitulé Les Légendes des Tatars de Crimée. 
La princesse Marina Petrovna de Russie décède le 15 mai 1981 à Six-Fours-les-Plages dans le Var et est inhumée au cimetière russe de Nice.

## Distinction
- 3 janvier 1912 : dame grand-croix de l'ordre de Sainte-Catherine[6]